# 아치댐

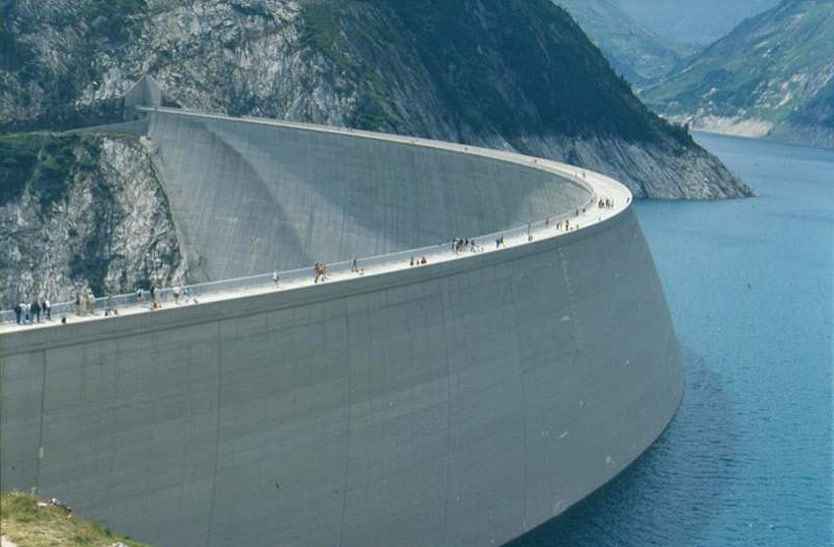

아치댐(Arch dam)은 수압 등 하중의 대부분을 자중에 의한 중력과 아치작용에 의하여 양쪽 산의 암반에 전달되도록 댐의 수평 단면형이 아치곡선으로 된 댐이다. 우리나라에서는 보현산댐이 있다.

## 원리
자중에 의한 중력으로 수압을 견디는 것은 중력댐과 같은 원리이고 아치효과는 수압을 받아 이것을 댐이 위치한 양안에 힘을 분해하여 결과적으로 기반에는 더 적은 하중이 전달되는 효과를 얻는다. 이것은 달리 말하면 지반에 전달되는 하중은 실제보다 낮은 수위의 수압에 의해 전달되는 하중과 같아 댐의 부피를 상당히 줄일 수 있다. 수압을 상당부분 아치효과로 양안에 전달하여야 하기 때문에 아치댐은 입지 조건에 신중하여야 한다. 이 댐은 계곡의 나비가 적고 양쪽 산이 급경사인 경우에 유리하지만 기초암반의 지지력, 활동저항, 수밀성 및 내구성 등을 다른 형식의 댐과 비교하여 결정해야 한다. 가장 적절한 입지는 협곡이고 양안이 양호한 암석으로 이루어진 곳이다. 미국의 후버 댐이 대표적이다.

## 형식
아치댐은 싱글아치댐과 이중곡률 댐이 있으며 아치의 곡률(曲率)이 일정하면 싱글아치 댐이다. 싱글아치댐은 등각 아치와 등반지름 아치가 있고 등반지름 댐보다 등각 댐이 더 일반적인 아치댐이다. 이중곡률 댐은 곡률을 이중으로 사용한 댐으로 이 형식은 건설에 필요한 콘크리트를 줄일 수 있는 장점이 있지만 지반에 하중을 많이 전달함으로 지반 조건이 양호하여야 한다. 겉보기에는 싱글아치댐과 비슷하지만 하류쪽에서 보면 오목한 부분이 분명하지 않다.

## 같이 보기
- 중력댐